# ألان بارسونز
ألان بارسونز (بالإنجليزية: Alan Parsons)‏ هو لاعب كرة الريشة جنوب أفريقي، ولد في 1940.